# Thermo-hygrographe

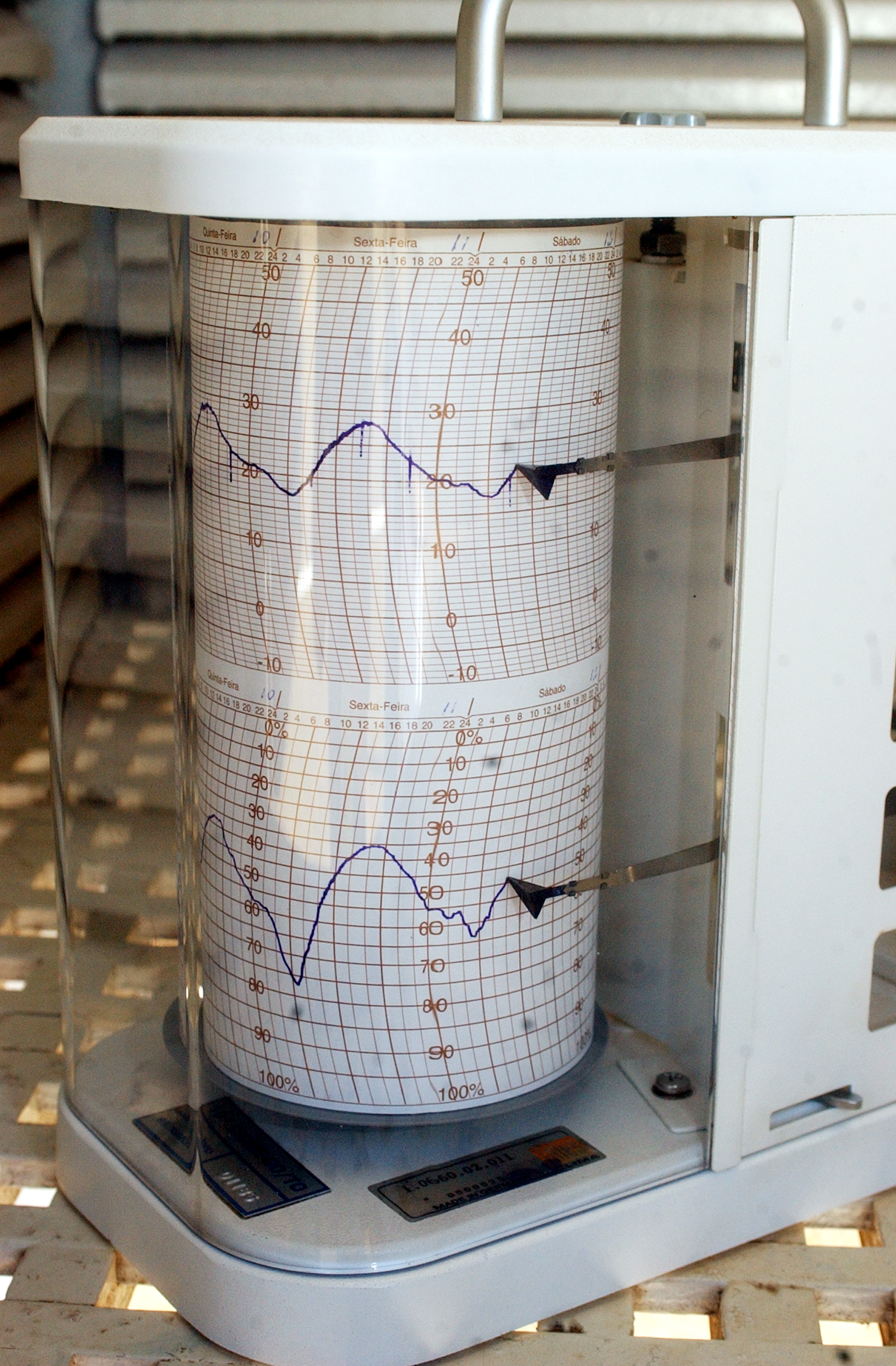
Un thermo-hygrographe à cylindre

Un thermo-hygrographe est un instrument qui mesure simultanément la température et l'humidité relative de l'air ambiant en fonction du temps et les enregistre sous forme de graphe.

## Constitution
Les appareils sont traditionnellement équipés d'un capteur bimétallique et d'un capteur à faisceau de cheveux (c'est la plus ancienne méthode de mesure de l'humidité).

La lecture est obtenue par amplification mécanique des oscillations (présence de deux leviers terminés par un stylo). Un cylindre rotatif, mû par un système d'horlogerie, est recouvert d'une feuille de papier quadrillé (à double zone). Le tracé des deux grandeurs physiques se fait sur ce support par deux stylos. La vitesse de rotation du cylindre peut être réglable (cycle de 24 h à 31 j).

### Portée
La mesure est optimale de 15 à 85 %HR et la température maximale est de 40 °C environ.

## Utilisation
Cet instrument simple et peu onéreux trouve sa place dans les stations météorologiques, les laboratoires, les lieux de stockage, les musées, etc.

## Appareils modernes
Les équipements suivants peuvent être présents :
- thermocouple et capteur capacitif (capteur électronique comprenant un condensateur dont la capacité varie en fonction de l'humidité) intégrés ou externes ;
- support disque en papier (diamètre jusqu'à 200 mm environ) pour enregistrement graphique, couplé éventuellement à un affichage numérique ;
- mémoire d'un millier (ou plus) de mesures ;
- interface RS-232 avec logiciel ;
- alarme avec consignes haute et basse.